# Ристе Спасевски
Ристе Талев Спасевски е югославски партизанин и деец на комунистическата съпротива във Вардарска Македония..

## Биография
Роден е през 1925 година в село Канино. Става член на СКМЮ и в къщата му се срещат партизани от района на Битоля. Става член на Битолския народоосвободителен партизански отряд „Гоце Делчев“. Загива край село Любойно през август 1944 година.